# 大在站
大在站（日语：／ Ōzai eki */?）是位於大分縣大分市，屬九州旅客鐵道（JR九州）的日豐本線車站。現時為業務委託站，每天有兩班上行及一班下行的特急列車列車停靠，小部份區間普通列車亦會以此站為起訖站。

## 車站構造
本站設有以鋼板搭建而成的單層站房一座，為2005年重建的第三代站房。樓面面積約70平方米，屋頂採用波浪設計，窗戶外側加上以六角形框架及以橫向木條所砌成的圓形設計。此站可以使用「SUGOCA」IC卡，以及可以與SUGOCA互相使用的交通系IC卡。亦可在窗口購買SUGOCA及。中央為通道，左側設有自動售票機及附設綠色窗口的售票窗口，右側為設有自助增值機的候車室及洗手間，中央為全開放式閘口，並設有出、入閘專用的IC卡感應器，進站後即可直接到達側式月台，或沿樓梯或升降機到達島式月台。因應車站每日使用量超過二千人，JR九州於2020年6月開展車站改善工程，包括興建新的有蓋行人天橋、加裝兩部升降機、加設供視障人士使用的引路徑及洗手間改裝等工程，2021年3月31日，相關工程完成，原有的舊行人天橋亦繼而拆除。
此外，當初JR九州於2018年3月17日打算在牧站至幸崎站之間引入車站遠程資訊系統「ANSWER」，並成為無人車站。但直至現在為止，有關安排仍未有落實的時間表。

### 舊站房

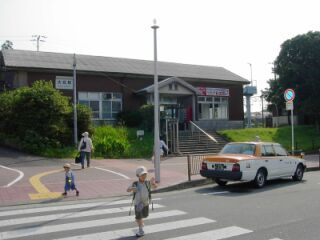
第二代站房（2003年10月）

第二代站房為木建單層式站房，採用國鐵時代常見的郊區式站房設計。中間為車站入口，左側為站務室、售票窗口及閘口，右側為候車室。

### 月台
設有側式月台和島式月台各1個，合共設有2面3線。

### 現時已經不存在的建築物
- 1號月台東邊曾設有2條貨物側線，3號月台南邊曾經設有3條留置線。現時這些地方變成了停車場與停泊單車場。

在留置線與貨物側線中設有此站分支的朝日矽酸工業專用線，以及在坂之市站前的王之瀨分支的東京第二陸軍造兵廠坂之市製造所專用線（現時為旭化成大分工場）。
另外，在上述的專用線廢止後，留置線中停泊了ED76形電力機車和50系客車等車輛。隨後，隨著轉向架腐蝕，在當地拆毀並撤走。隨著佐伯之間高速化，1號月台成為一線通過結構，留置線的轉轍器撤走。
| 月台 | 路線      | 上下行 | 方向                                     | 備註                      |
| ---- | --------- | ------ | ---------------------------------------- | ------------------------- |
| 1、2 | ■日豐本線 | 下行   | 幸崎、臼杵、佐伯方向                     | 所有特急列車均使用1號月台 |
| 1、2 | ■日豐本線 | 上行   | 大分、別府、龜川、中山香、中津、博多方向 | 所有特急列車均使用1號月台 |
| 3    | ■日豐本線 | 上行   | 大分、小倉方向                           | 部分從此站出發的列車使用  |

- 1號月台為一線通過（日语：一線スルー）的結構，因此在不需列車交會的情況下，上下行線會使用1號月台。
- 若通過列車需要進行列車交會，上下行線會使用2號月台。
- 若停車列車互相需要進行列車交會，下行列車會使用1號月台，上行列車會使用2號月台。
- 3號月台設有部分從此站出發的（定期）列車使用。也會作為臨時列車、貨運列車待避使用。
- 在早上和黃昏設有於此站出發或到達的普通列車（平日上行3班，下行2班，星期六與假日設有2往返班次）。

## 歷史
- 1924年11月25日：鐵道省開設此站[3]。
- 1943年：第二代車站大樓重建[3]。
- 1987年4月1日：隨國鐵分割民營化，車站由九州旅客鐵道（JR九州）營運。
- 1998年9月14日：從車站沿月台前往西邊平交道的通道開始使用[13]。
- 2003年2月1日：1號月台成為一線通過結構。
- 2005年：

- 3月13日：第三代車站大樓重建，開始使用。
- 3月21日：南北公眾通道的天橋落成，開始使用。

- 2009年3月14日：特急「音速」開始停此站，設有2往返班次停站。
- 2012年12月1日：此站可以使用IC卡「SUGOCA」[14]。
- 2018年3月17日：特急「音速」只剩下1往返班次，替而代之為上行1班「日輪」（從佐伯出發前往大分）。
- 2021年3月：新跨線天橋及兩部升降機啟用。

## 使用狀況
以下是近年乘車人次列表：
| 乘車人次變遷 | 乘車人次變遷 |
| 年度         | 1日平均人次  |
| ------------ | ------------ |
| 2000年       | 1,245        |
| 2001年       | 1,203        |
| 2002年       | 1,182        |
| 2003年       | 1,230        |
| 2004年       | 1,304        |
| 2005年       | 1,415        |
| 2006年       | 1,476        |
| 2007年       | 1,526        |
| 2008年       | 1,599        |
| 2009年       | 1,626        |
| 2010年       | 1,668        |
| 2011年       | 1,688        |
| 2012年       | 1,734        |
| 2013年       | 1,873        |
| 2014年       | 1,865        |
| 2015年       | 2,053        |
| 2016年       | 2,061        |
| 2017年       | 2,160        |
| 2018年       | 2,178        |
| 2019年       | 2,200        |
| 2020年       | 1,730        |
| 2021年       | 1,789        |
| 2022年       | 1,972        |
| 2023年       | 2,118        |

## 車站周邊
站北邊
- 的士站。乘坐5分鐘即可到達大分醫療中心（日语：独立行政法人国立病院機構大分医療センター）（舊國立大分醫院）
- 在站前迴旋路左邊設有住吉神社[1]，該處設元古墳與安置了出土石棺。
- 大分巴士（日语：大分バス）「大在站前」巴士站，設有大分、佐賀關線路線。巴士站位於站前廣場步行2分鐘的大分銀行前。
- 大分市政廳大在分所（步行約2分鐘）
- 大在郵局
- 大分銀行大在分店
- 豐和銀行（日语：豊和銀行）大在分店
- 大分未來信用金庫（日语：大分みらい信用金庫）大在分店
- 天然溫泉 酒店Topaz大在站前

站南邊
- 國道197號（日语：国道197号）。與路線並行的國道。
- 在鄰區坂之市的山丘上設有日本文理大學[13]，也設有學生宿舍。與大分縣內鄰近大學車站大分大學前站與別府大學站不同，此站不使用大學作為車站名稱，但是此站最接近日本文理大學的車站。另外，在站前設有校巴來往校區。

## 相鄰車站
九州旅客鐵道
■日豐本線
- 特急「音速」停車站
- 部分特急「日輪」停車站。

鶴崎－大在－坂之市

## 外部連結
- JR九州大在站 （页面存档备份，存于）